# Polifarmacología
La Polifarmacología es el diseño o uso de agentes farmacéuticos que actúan sobre múltiples objetivos o caminos de una enfermedad.
En estos últimos años donde ha habido adelantos científicos notables y aumento significativo del gasto global en I+D, los fármacos siguen siendo retirados frecuentemente del mercado. Esto es debido principalmente a causa de sus efectos adversos y toxicidades. Las moléculas de un fármaco a menudo interaccionan con objetivos múltiples y las no deseadas interacciones fármaco-diana podrían causar efectos adversos y ser por tanto motivo de contraindicación. La polifarmacologia sigue siendo uno de los retos importantes dentro de desarrollo de los fármacos, y abre nuevas vías para diseñar de forma racional próximas generaciones de agentes terapéuticos más eficaces y menos tóxicos. La polifarmacologia sugiere que se pueden desarrollar fármacos más eficaces modulando objetivos múltiples. 
Es con enfermedades complejas como el cáncer y las enfermedades de sistema nervioso central que se pueden requerir aproximaciones terapéuticas complejas. En este sentido, un fármaco que “golpee” los múltiples nodos sensibles pertenecientes en una red de dianas que interaccionan ofrece un potencial de eficacia más alto y puede limitar los inconvenientes que surgen generalmente del uso de un fármaco diana solo o de una combinación de fármacos múltiples. Por el contrario, la biología química continúa siendo una disciplina reduccionista que todavía considera las sondas químicas como moléculas muy selectivas que permiten la modulación y el estudio de una diana específica. La biología química no puede seguir obviando la existencia de la polifarmacologia y tiene que evolucionar hacia una disciplina más holística que considere el uso de sondas químicas desde una perspectiva de sistemas.